# Mycodrosophila biroi
Mycodrosophila biroi är en tvåvingeart som beskrevs av Oswald Duda 1923. Mycodrosophila biroi ingår i släktet Mycodrosophila och familjen daggflugor. Inga underarter finns listade i Catalogue of Life.